# Piper heterophyllum
Piper heterophyllum är en pepparväxtart som beskrevs av Ruiz & Pav.. Piper heterophyllum ingår i släktet Piper och familjen pepparväxter. Inga underarter finns listade i Catalogue of Life.